# 伊沃·奥利韦拉
伊沃·奥利韦拉（葡萄牙語：Ivo Oliveira，1996年9月5日—），葡萄牙男子自行车运动员，2018年世界场地锦标赛男子个人追逐赛银牌得主、2022年世界场地锦标赛男子个人追逐赛铜牌得主。